# Utkivka
Utkivka (en ucraniano: Утківка; en ruso: Утковка, romanizado: Utkovka) es un pueblo ucraniano perteneciente al óblast de Járkov. Situado en el noreste del país, es parte del raión de Járkov y del municipio (hromada) de Merefa.

## Geografía
Utkivka se encuentra en la margen izquierda del río Mzha, 34 km al suroeste de Járkov. 

## Historia
Utkivka fue fundada a mediados del siglo XVIII y lleva el nombre del terrateniente local Utkov. El pueblo fue una aldea en el uyezd de Járkov de la gobernación de Járkov del Imperio ruso. 
El lugar recibió el estatus de asentamiento de tipo urbano desde 1957.
En 2023, Utkivka perdió el estatus de asentamiento de tipo urbano en la legislación ucraniana debido a la eliminación de este estatus administrativo.

## Demografía
La evolución de la población de Utkivka entre 1989 y 2022 fue la siguiente:
| 1351                                                          | 1339 | 1242 | 1203 | 1145 |
| (Fuente: Cities & Towns of Ukraine y UKRAINE: Größere Städte) |      |      |      |      |

Según el censo de 2001, la lengua materna de la mayoría de los habitantes, el 78,29%, es el ucraniano; y del 20,61% es el ruso.

## Infraestructura

### Transporte
El pueblo tiene acceso por carretera a la autopista M18 que une Járkov con Dnipró y Zaporiyia. La estación de tren de Utkivka se encuentra en la línea que une Járkov con Krasnogrado. Hay tráfico local de pasajeros.